# Baroña

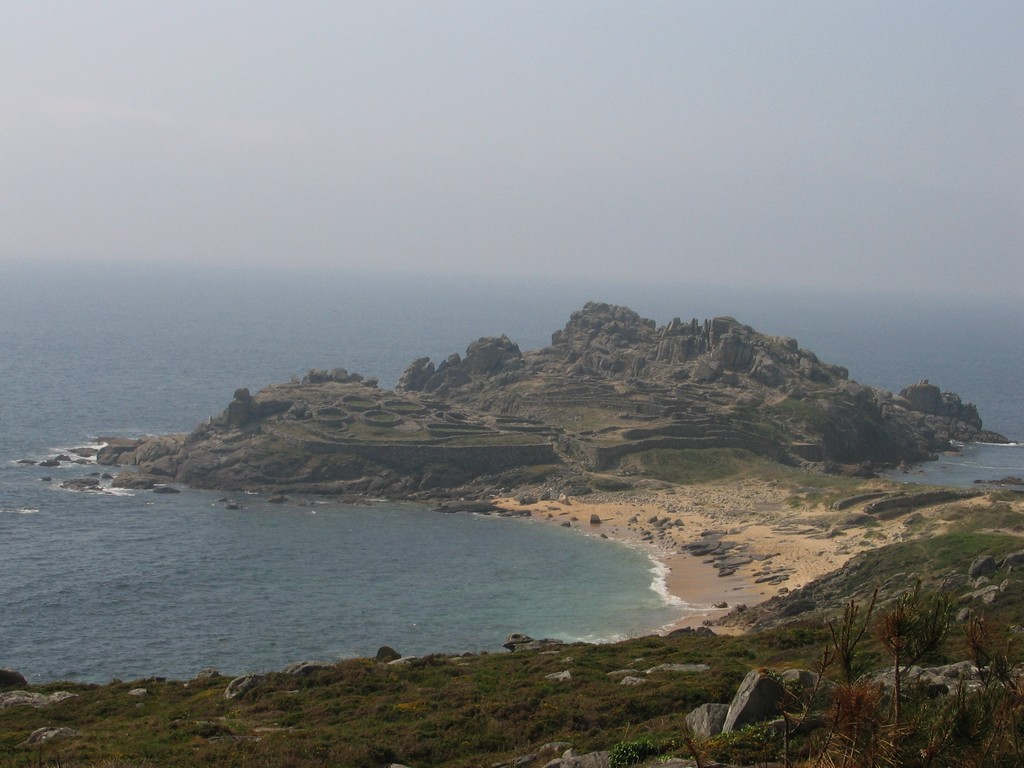
Castro de Baroña

San Pedro de Baroña és una parròquia del municipi gallec de Porto do Son, a la província de la Corunya.
Es troba a la costa atlàntica. En ella hi trobem el castro de Baroña, un dels millor conservats de Galícia. Està construït sobre una península que marca l'inici de la ria de Muros i Noia pel sud. També cal destacar els monuments megalítics de Montemuíño i Raña, així com l'església parroquial de San Pedro.
L'any 2015 tenia 733 habitants agrupats en 18 entitats de població: Abuín, A Arnela, O Campanario, O Castro, O Covelo, A Igrexa, A Insua, O Lagarto, Lamelas, Lavandeira, Montemuíño, Orellán, Penas, Raña, Soanes, Tarrío, Udres i Vilar.